# Orchestra Filarmonica di Buffalo
L'Orchestra Filarmonica di Buffalo è un'orchestra sinfonica americana che si trova a Buffalo, New York. La sua sede di esecuzione principale è la Kleinhans Music Hall, che è National Historic Landmark. La sua stagione regolare di concerto presenta concerti di gala, programmazione di classici del repertorio standard, concerti pop, concerti educativi per la gioventù e concerti per le famiglie. Durante i mesi estivi, l'Orchestra si esibisce in molti parchi e luoghi all'aperto in tutta la Western New York, con offerte di Classici, musica popolare, opera e balletto all'Artpark sulla gola del Niagara a Lewiston, New York.
Cameron Baird, Frederick Slee, e Samuel P. Capen fondarono l'orchestra nel 1934. (I nomi di Baird e di Slee ora abbelliscono i due edifici che ospitano il dipartimento di musica presso l'Università di Buffalo, mentre la costruzione dell'amministrazione principale dell'università prende il nome da Capen.). La BPO si esibì dapprima durante la stagione 1935-1936 sotto la direzione musicale Lajos Shuk, e si trasferì a Kleinhans al completamento della sala da concerto, esibendosi per la sua serata di gala il 12 ottobre 1940.
I direttori musicali passati della Filarmonica sono stati William Steinberg, Josef Krips, Lukas Foss, Michael Tilson Thomas, Semyon Bychkov, e Maximiano Valdés. Durante il mandato di Foss, la BPO era considerata leader mondiale in termini di prestazioni di musica sinfonica del XX secolo. Il direttore musicale attuale è JoAnn Falletta, primo direttore musicale femminile dell'orchestra. Il suo attuale contratto a Buffalo si estende per tutta la stagione 2015-2016, che comprende quindi il 75º anniversario della Kleinhans Hall nel 2015. Matthew Kraemer è il direttore stabile corrente. L'orchestra si esibisce anche sotto la direzione di Paul Ferrington, che guida l'orchestra in molti eventi sponsorizzati della comunità a Kleinhans e in tutta la Western New York. Altri direttori celebri che hanno guidato l'orchestra sono Leonard Bernstein, Igor Stravinsky, Ralph Vaughan Williams, Sir Neville Marriner, ed Henry Mancini. Doc Severinsen era il direttore pop residente nel 1990. Un altro notevole direttore pop della BPO era Marvin Hamlisch che è meglio conosciuto per il suo musical vincitore del Premio Pulitzer, A Chorus Line. Anche l'attore Sorrell Booke diresse l'orchestra in almeno un'occasione.
L'orchestra ha effettuato numerose registrazioni. Sotto Steinberg, la BPO rilasciò una prima registrazione commerciale acclamata dalla critica: la Settima Sinfonia di Dmitri Shostakovich. Sotto il direttore Falletta, il programma di registrazione della BPO era concentrato sui compositori americani per l'etichetta Naxos, tra cui Frederick Converse, Charles Tomlinson Griffes e composizioni contemporanee, tra cui la prima registrazione commerciale di John Corigliano Mr Tambourine Man, che ricevette due Grammy Awards nel 2009. L'orchestra può anche essere ascoltata nella colonna sonora di Manhattan di Woody Allen.

## Storia

### Creazione e primi anni
Durante la fine degli anni 1920 ed i primi anni trenta, furono fatti notevoli sforzi per promuovere l'interesse in un'orchestra professionale per la comunità di Greater Buffalo. Alla fine del 1934, attraverso gli sforzi di Cameron Baird, Frederick Slee e Samuel Capen, fu reclutato il direttore d'orchestra di una formazione europea per Buffalo, nella persona di Lajos Shuk, un virtuoso di violoncello e direttore della New York Civic Symphony. Poco dopo fu costituita la Buffalo Philharmonic Orchestra Society e una serie di concerti classici e i primi concerti giovanili della BPO furono presentati nella stagione 1935-1936.
Grazie alla leadership del Presidente della società, Sig.ra Edgar F. Wendt, furono raccolti fondi per mantenere un complesso valido fino al 1937, quando fu ricevuto un supporto dal progetto WPA federale, che ha sponsorizzò dei suonatori aggiuntivi e reclutò un direttore d'orchestra di nome Franco Autori dalla Dallas Symphony. Nel corso delle successive due stagioni (nonostante una varietà di problemi di crescita, sia amministrativi che finanziari) l'Orchestra presentò molti begli spettacoli sinfonici con solisti di fama e cominciò ad effettuare concerti run-out per località vicine come Niagara Falls. Infine, con l'apertura della stagione 1939-1940, la società e la comunità di Greater Buffalo erano pronti a fornire un supporto duraturo per l'espansione sia della programmazione classica che leggera 'Pop' per la sua orchestra fiorente. L'unica cosa che mancava dall'equazione era una bella sala da concerto.

### Kleinhans Music Hall

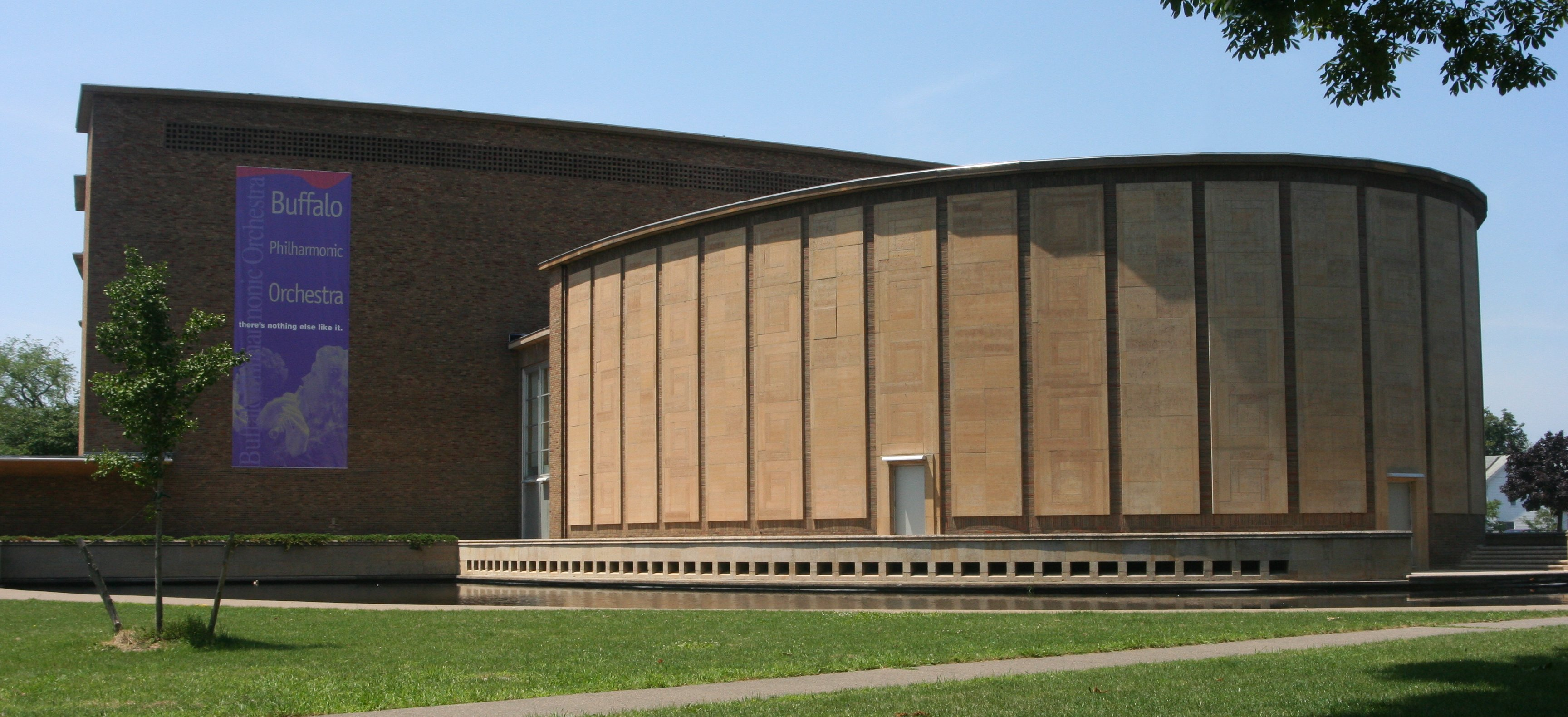
Kleinhans Music Hall, la base principale dell'orchestra

Inaugurata nell'autunno del 1940, la Kleinhans Music Hall è un santuario per la musica che gode di una reputazione internazionale pari a quella della sua orchestra residente, con un'acustica squisita e una grande capienza di 2.839 posti. Costruita con fondi in parte lasciati in eredità da Edward L. Kleinhans e Maria Seaton Kleinhans, la Hall è da allora servita come sede permanente dell'Orchestra. La Kleinhans Music Hall è stata dichiarata monumento storico nazionale nel 1989.
Il concerto in dedica alla Kleinhans di BPO nell'ottobre 1940 evidenziò che era il momento giusto per l'Orchestra di crescere internamente con orchestrali aggiuntivi ed esternamente con una maggiore divulgazione e con la presenza regolare di artisti concertisti importanti, una serie di trasmissioni FM ed un repertorio maggiormente diversificato. A causa delle sue pretese non soddisfatte per un miglioramento della sua carriera, Autori si dimise nella primavera del 1945 e chiuse il suo mandato conducendo la prima di Buffalo di Lincoln Portrait di Copland con Carl Sandburg come narratore.

### L'era di William Steinberg
Era il momento giusto per un nuovo maestro nella venerata tradizione lirica-sinfonica. Un grande colpo è stato raggiunto quando la laboriosa e sempre versatile Cameron Baird (la Presidente del Università di Buffalo, Dipartimento di Musica) ricevette una raccomandazione da Arturo Toscanini della NBC Symphony Orchestra che il suo Direttore Associato, William Steinberg, sarebbe stato perfetto per quell'incarico.
L'era Steinberg della BPO fu caratterizzata da molti cambiamenti nel personale dell'orchestra, tra cui l'inizio di un afflusso di musicisti europei straordinari che (come lo stesso Maestro Steinberg) cercarono nuova vita e carriera qui negli Stati Uniti, subito dopo la guerra. La loro presenza sul palco - in primo luogo negli archi - servì a definire il suono distintamente europeo cominciò a risuonare dalla BPO durante la fine degli anni quaranta e continuò durante gli anni cinquanta e ben oltre. A questo, naturalmente, si aggiunse la domanda incessante di Steinberg per avere prestazioni impeccabili e dinamiche. La struttura dei tempi ed il timbro sono ben conservati nella prima registrazione commerciale della BPO, la Sinfonia n. 7 Op. 60 in do maggiore "Leningrado" di Shostakovich con l'etichetta Musicraft. Inoltre, molte delle prestazioni dell'Orchestra sono state registrate per la trasmissione sulla rete radiofonica NBC, a partire dal 1947 e attualmente conservate nell'Archivio BPO e presso la Biblioteca del Congresso.

### Krips, Foss, e Artpark
Quando Steinberg si dimise nel 1952 per assumere la direzione della Pittsburgh Symphony, la BPO era un complesso maturo e raffinato. Infatti, fu il notevole talento qui alla Kleinhans che consentì al Consiglio di Amministrazione dell'Orchestra di ottenere un colpo artistico nel 1953, sottraendo il nuovo direttore musicale per la BPO direttamente dal podio della London Symphony. Era nientemeno che Josef Krips, il raffinato maestro viennese che prima della guerra era stato anche direttore musicale della Staatsoper di Vienna. L'era Krips assistette ad un'importante espansione nella lunghezza della stagione e nel numero di musicisti impiegati, nonché la ripresa dei tour più importanti nella parte orientale degli Stati Uniti e del Canada, tra le Province Marittime. Anche se non fece registrazioni in questo momento, lo scuro timbro europeo dell'orchestra maturò in bottiglia come un buon vino d'annata. Il suono era morbido e sofisticato, con una sfumatura di tempo e un fraseggio robusto che aveva contrassegnato le grandi orchestre della tradizione europea del 'vecchio mondo'.
Ma la "tradizione" ebbe una bella sorpresa dopo che Krips si dimise nel 1961 per dirigere la San Francisco Symphony. In effetti, un fulmine creativo stava per abbattersi sull'inizio della stagione 1963-1964, quando il compositore, direttore e virtuoso di pianoforte americano Lukas Foss prese il timone come nuovo direttore musicale della Filarmonica di Buffalo. Al concerto di apertura le mura della Kleinhans furono subito incantate dalla Unanswered Question di Ives, poi entusiasti per la prima volta con i lampi e gli squilli della Sagra della Primavera di Stravinsky. Pochi si resero conto che anche "La Sagra" sarebbe diventata 'un vecchio cappello' molto velocemente. Nel giro di tre stagioni la BPO guidò il mondo delle orchestre nell'esecuzione della nuova musica.
L'Orchestra fu invitata alla Carnegie Hall per la prima di quelle che divennero apparizioni regolari lì. Le sue prime registrazioni veramente importanti furono effettuate con l'etichetta Nonesuch con la musica di Sibelius, Cage, Penderecki, Xenakis, Ruggles e Foss. Inoltre le prime apparizioni televisive a livello nazionale della BPO furono trasmesse sulla PBS con Momente di Stockhousen e Quadri da un'Esibizione di Mussorgsky, dopo di che seguì l'avvio di alcuni importanti tour, tra cui due tour nazionali con Arthur Fiedler e il suo repertorio 'Pops'. Buffalo e la BPO ricevettero anche una buona pubblicità e copertura nazionale da Life Magazine. Poi, in una pioggia nebbiosa nel 1970 maestro Foss passò il giorno con il governatore Nelson Rockefeller presso l'innovativa Artpark, la residenza estiva permanente dichiarata della BPO.

### 1971 - ad oggi
Quando Foss si dimise per assumere la Jerusalem Symphony nel 1971, fu seguito da Michael Tilson Thomas, prodigio ventiquattrenne nato in America. Nel corso delle successive stagioni con MTT l'orchestra fece due registrazioni Columbia e andò in tour con regolarità, con frequenti apparizioni alla Carnegie Hall (tra cui un gala speciale con la grande del jazz Sarah Vaughan) ed esibizioni alla Symphony Hall di Boston ed al Kennedy Center di Washington. Con la BPO Thomas fece anche due registrazioni celebri per la Columbia (ora Sony), tra cui una serie brillante di ouverture di Gershwin - una registrazione che ebbe una seconda vita grazie alla colonna sonora del film di Woody Allen Manhattan. Nel luglio del 1974, MTT diresse anche il concerto in dedica di BPO ad Artpark come residenza estiva destinata all'Orchestra. Avendo ricevuto in questo periodo molte richieste, nel 1978 Thomas si dimise dopo aver accettato un incarico dalla Los Angeles Philharmonic.
Nel 1979 il podio fu assegnato a Giulio Rudel, maestro molto apprezzato della New York City Opera. Anche se di fronte a molti vincoli finanziari, il mandato di Rudel fu contrassegnato da un particolare riguardo per il repertorio classico così come per le prestazioni di gala con Beverly Sills e Plácido Domingo. Rudel portò anche la BPO in un tour della West Coast che produsse ottime recensioni sulla stampa di San Francisco e Los Angeles e fece una registrazione commemorativa con la CBS Masterworks di musica per la stagione delle vacanze.
La partenza di Rudel, nella primavera del 1984, fu seguita dalla nomina di un giovane emigrato russo dinamico e articolato, Semyon Bychkov, che era stato assistente direttore della BPO per le precedenti tre stagioni. Ma questa non era una promozione comune, perché Bychkov era stato già individuato dalla stampa europea come il candidato principale per la guida di diverse grandi orchestre. Con il supporto di un Consiglio di Amministrazione ambizioso, Bychkov annunciò che la BPO avrebbe fatto il suo primo tour europeo. Tutto questo era in aggiunta alla direzione dell'anniversario della 50ª stagione della BPO e facendo una raffinata registrazione commemorativa con Roberta Peters del Metropolitan Opera House. Per quanto riguarda il tour europeo del 1988, la BPO eseguì due concerti tutto esaurito nella grande Musikvereinsall di Vienna, così come concerti a Ginevra, Zurigo, Milano e Francoforte e in altre sedi in Germania e Svizzera.
Quando Bychkov si dimise per dirigere l'Orchestre de Paris, nel 1989, il maestro cileno Maximiano Valdés riaccese la reputazione della BPO per la varietà del programma sia nel repertorio standard che in quello contemporaneo. Anche se l'era Valdes conobbe gravi problemi fiscali, i molti nastri esistenti di trasmissioni FM locali rivelano lo stile orchestrale ispirato di Valdes con un tocco lirico allettante.
A seguito di importanti progressi amministrativi e fiscali, nel 1998, la Buffalo Philharmonic riacquistò il suo ruolo progressista quando catturò una stella nascente e nominò JoAnn Falletta come suo nuovo maestro. È stata la prima donna chiamata come direttore musicale di un'importante orchestra sinfonica degli Stati Uniti. Oltre alla sua padronanza del repertorio orchestrale standard la Falletta rivelò un entusiasmo appassionato per le partiture nuove e intriganti, sia del panorama internazionale che dei compositori americani, molto in linea con la storia illustre della BPO. Sotto la sua direzione l'Orchestra ha ricominciato una serie di trasmissioni su PBS, e tornò alla Carnegie Hall dopo una lunga pausa. Con la Falletta la BPO ha anche emesso più di una dozzina di nuovi CD, compresi diversi per la Naxos Records. Tra i solisti celebri che sono apparsi con la BPO sotto il maestro Falletta ci sono Van Cliburn, Renée Fleming, e André Watts.

## Direttori musicali
- Lajos Shuk (1935–1936)
- Franco Autori (1936–1945)
- William Steinberg (1945–1952)
- Izler Solomon (1952–1953, direttore residente)
- Josef Krips (1954–1963)
- Lukas Foss (1963–1971)
- Michael Tilson Thomas (1971–1979)
- Julius Rudel (1979–1985)
- Semyon Bychkov (1985–1989)
- Maximiano Valdés (1989–1998)
- JoAnn Falletta (1999–ad oggi)